# Ni måneder - en beslutningsproces
|  | Denne artikel er oprettet af botten PalnaBot ud fra en ekstern database. Den kan derfor have sproglige fejl eller mangler. Denne skabelon kan fjernes efter kontrol af indholdet. |

Ni måneder - en beslutningsproces er en film instrueret af Janne Giese efter manuskript af Janne Giese.

## Handling
Janne Giese: "Ideen med denne film var at give offentligheden et indblik i, hvordan man arbejder og træffer beslutninger inden for statsadministrationen. Ved at lave dette "portræt" af en beslutningsproces får vi samtidig indblik i, hvordan de demokratiske spilleregler fungerer. Hvordan det enkelte menneske repræsenterer en institution, fagforbund eller ministerium og dermed også repræsenterer nogle ganske bestemte interesser ...".